# Kamisunagawa-Zweiglinie
| Streckenlänge: | 7,3 km            |                        |           |
| Spurweite: | 1067 mm (Kapspur) |                        |           |
| Maximale Neigung: | 20 ‰              |                        |           |
| Zweigleisigkeit: | nein              |                        |           |
| |                   |                        |           |
| \| \| \| ↔ Hakodate-Hauptlinie \| 1891– \| \| \| 0,0 \| Sunagawa (砂川) \| 1891– \| \| \| 3,7 \| Shimo-Uzura (下鶉) \| 1959–1994 \| \| \| 4,5 \| Uzura (鶉) \| 1948–1994 \| \| \| 5,8 \| Higashi-Uzura (東鶉) \| 1959–1994 \| \| \| 7,3 \| Kami-Sunagawa (上砂川) \| 1918–1994 \| |                   |                        |           |
| |                   | ↔ Hakodate-Hauptlinie  | 1891–     |
| Abzweig quer und ehemals von links · Bahnhof quer | 0,0               | Sunagawa (砂川)        | 1891–     |
| Haltepunkt / Haltestelle (Strecke außer Betrieb) | 3,7               | Shimo-Uzura (下鶉)     | 1959–1994 |
| Haltepunkt / Haltestelle (Strecke außer Betrieb) | 4,5               | Uzura (鶉)             | 1948–1994 |
| Haltepunkt / Haltestelle (Strecke außer Betrieb) | 5,8               | Higashi-Uzura (東鶉)   | 1959–1994 |
| Kopfbahnhof Streckenende (Strecke außer Betrieb) | 7,3               | Kami-Sunagawa (上砂川) | 1918–1994 |

Die Kamisunagawa-Zweiglinie (jap. 上砂川支線, Kamisunagawa-shisen) war eine Eisenbahnstrecke im Zentrum der japanischen Insel Hokkaidō. Sie wurde 1918 eröffnet und 1994 stillgelegt.

## Beschreibung
Die kapspurige Strecke war 7,3 km lang, eingleisig und nicht elektrifiziert. Im Bahnhof Sunagawa zweigte sie von der Hakodate-Hauptlinie ab und führte in östlicher Richtung zum Bahnhof Kami-Sunagawa, wo sich ein bedeutendes Steinkohlebergwerk befand. Folglich dominierte der Abtransport der Kohle den Betrieb, während der Personenverkehr nur von lokaler Bedeutung war.

## Geschichte
Um die Förderkapazität des seit 1914 bestehenden Bergwerks zu erhöhen, beschloss der Mitsui-Konzern den Bau einer Eisenbahnstrecke zum nächstgelegenen Bahnhof der Hakodate-Hauptlinie. Sie wurde am 5. November 1918 eröffnet und diente zunächst ausschließlich dem Güterverkehr. Am 1. August 1926 übertrug Mitsui die Strecke an das Eisenbahnministerium. Es nahm am selben Tag den Personenverkehr auf und betrachtete die Strecke betrieblich als Teil der Hakodate-Hauptlinie. Im Personenverkehr setzte die Japanische Staatsbahn ab 1. Juli 1960 Dieseltriebwagen ein, während im Güterverkehr noch bis zum 4. November 1975 Dampflokomotiven im Einsatz standen.
Aufgrund der Schließung des Bergwerks stellte die Staatsbahn am 24. März 1987 den Güterverkehr ein. Acht Tage später, am 1. April 1987, ging der Personenverkehr im Rahmen der Staatsbahnprivatisierung an die neue Gesellschaft JR Hokkaido über. Obwohl 1990 der Einmannbetrieb eingeführt wurde, konnte die Strecke nicht rentabel betrieben werden. Am 16. Mai 1994 legte JR Hokkaido die Kamisunagawa-Zweiglinie still und der Personenverkehr wurde an eine Buslinie der Gesellschaft Hokkaidō Chūō Bus übertragen.

## Liste der Bahnhöfe
| Name                   | km  | Anschlusslinien     | Lage   | Ort          |
| ---------------------- | --- | ------------------- | ------ | ------------ |
| Sunagawa (砂川)        | 0,0 | Hakodate-Hauptlinie | Koord. | Sunagawa     |
| Shimo-Uzura (下鶉)     | 3,7 |                     | Koord. | Kamisunagawa |
| Uzura (鶉)             | 4,5 |                     | Koord. | Kamisunagawa |
| Higashi-Uzura (東鶉)   | 5,8 |                     | Koord. | Kamisunagawa |
| Kami-Sunagawa (上砂川) | 7,3 |                     | Koord. | Kamisunagawa |